# Alfonso Feijoo
Alfonso Feijoo García (San Sebastián, 1953) es un exjugador y exentrenador de rugby y expresidente de la Federación Española de Rugby. Además, es profesor de educación física en San Sebastián, su ciudad natal.
Feijoo acumuló 23 caps por España durante su carrera. Empezó jugando al rugby en el Club Atlético San Sebastián hasta que empezó la universidad, cuando decidió marcharse a Madrid para estudiar en la Facultad de Ciencias de la Actividad Física y del Deporte. 
Allí, siguió jugando en el Club de Rugby Cisneros, lo que le valió ser internacional por España. Más tarde, se convirtió en entrenador. 
Tras dos etapas al frente de la Selección de Rugby de España, consiguió clasificar a España para un Mundial, en 1999. Después volvió a San Sebastián, y dirigió al Bera Bera, con el que obtuvo una Copa del Rey.
Su hijo, Pablo Feijoo, es también exjugador de rugby, y exseleccionador de la Selección de rugby 7 de España.
Fue elegido Presidente de la Federación Española de Rugby el 31 de mayo de 2014. Consiguió, en menos tiempo del previsto en su plan de viabilidad, sacar a la federación de la situación de ahogo financiero en la que la dejó su predecesor. Logró durante su mandato tener a las selecciones tanto masculinas como femeninas compitiendo a un gran nivel y fruto de ello fueron las clasificaciones de las selecciones de Seven masculina y femenina para los juegos Olímpicos de Río de 2016, y la participación de las mismas en las World Series donde aún compiten.
Con la llegada a España de la pandemia de COVID 19, el deporte se paralizó y cortó el crecimiento económico de la federación aun así, a la vuelta de las competiciones, la selección masculina (XV del León) Se sumó a los éxitos de las demás selecciones y se clasificó para la Copa del Mundo de Francia de 2023. 
Posteriormente fue descalificada del torneo por la alineación indebida de Gavin Van der Berg a consecuencia de una documentación falsificada presentada por un club para la obtención de la categoría de formación del jugador y así poder jugar en la liga sin contar como jugador extranjero. Una documentación que la Federación Española de Rugby no supo detectar y que llevó a la federación a una crisis institucional y finalmente a, Alfonso Feijoo, tomar la decisión de dimitir en julio de 2022.

## Participaciones en Copas del Mundo
| Mundial                       | Sede  | Equipo | Resultado      | PJ | PG | PE | PP | Pts + | Pts - |
| ----------------------------- | ----- | ------ | -------------- | -- | -- | -- | -- | ----- | ----- |
| Copa Mundial de Rugby de 1999 | Gales | España | Fase de grupos | 3  | 0  | 0  | 3  | 18    | 122   |